# لیگ قاتلان
جامعه حشاشین (به انگلیسی: League of Assassins) که همچنین با عنوان‌های انجمن سایه‌ها و لیگ قاتلان نیز شناخته می‌شود، یک گروه ابرشرور خیالی در کتاب‌های کامیک آمریکایی منتشر شده توسط شرکت دی‌سی کامیکس است. این گروه برای اولین بار در شمارهٔ ۲۱۵ مجموعه ماجراهای عجیب (نوامبر-دسامبر ۱۹۶۸) معرفی شدند. این انجمن متشکل از ارتش باستانی حشاشین است که برای مؤسس این تیم، رأس‌الغول، دشمن شخصیت ابرقهرمان بتمن و کماندار سبز کار می‌کنند. بسیاری از بزرگ‌ترین رزمی‌کاران و مرگبارترین مزدورهای دنیای دی‌سی مانند بین، لیدی شیوا، دیوید کین، دث‌استروک، برنز تایگر و مالکوم مرلین، از اعضای انجمن سایه‌ها محسوب می‌شدند.

## گذشته

### جامعه حشاشین
یاسر به عنوان حرکت جانشینی از حشاشین جدا شد. پیروی آنها می‌گویند که آنها قبلاً در عصرهای قبلی خود به تمدن‌هایی مانند بغداد، مسکو و رم حمله کرده بودند.

#### تمرین‌ها
کسانی که در انجمن قاتلین عضو شده بودند حتماً باید یک لباس سیاه و تجهیزات مورد نیاز انجمن را تن می‌کردند.
کسانی که در انجمن قاتلین جدید عضو می‌شوند نام الغول را به خود می‌گیرند، چون که آنها قبل از نماز پیش قبرهایی که از قبل برای آنها ساخته شده آخرین دعای خود را قبل از عملیات‌های خطرناک و سخت می‌خوانند.

#### ماموریت‌ها
برخلاف حشاشین باستانی، که هدف این را داشتند که جنگ‌های سراسر دنیا را متوقف کنند؛ لیگ قاتلان این هدف را داشت که بعنوان یک سازمان مثل یک کاتالیزور کار کند که تمدن‌های سراسر جهان را به زندگی برمی‌گرداند.

## تاریخچه لیگ

### زیر رهبری ابنزیر دارک
"لیگ قاتلان توسط رأس‌الغول که خود را دندانی که سر را محافظت می‌کرد می‌نامید در سال ۱۰۱۳ میلادی تأسیس شد، اعضای لیگ حاضر به مرگ به دستور راس بودند. آن‌ها شامل برخی از خطرناکترین قاتلان جهان از جمله لیدی شیوا، دیوید کین و مرلین بودند. در آن دوره، هر عضوی از لیگ که در یک قتل ناموفق بود، به نوبه خود توسط لیگ هدف قرار می‌گرفت. در واقع، یکی از اعضای مشهور آن، که کماندار ماهری به نام مرلین بود، در نهایت مجبور شد بخاطر اینکه در کشتن بتمنناموفق بود از لیگ فرار کند، در سالهای اخیر، این سیاست به نظر می‌رسد تا حدودی کمتر شده‌است.
ابنزیر دارک، معروف به دکتر دارک، اولین فرد شناخته شده‌ای بود که توسط رأس‌الغول به سرپرستی لیگ قاتلان منصوب شد. خود دارک توسط سنسی، استاد هنرهای رزمی اهل هنگ کنگ، همراهی می‌شد. اگر چه بسیاری از رهبران لیگ در طول سال‌ها هنرمندان رزمی ماهری بودند، اما دارک خود به این توانایی‌ها وابسته نبود و به عنوان یک قاتل از برنامه‌ریزی دقیق، استراتژی و ترکیبی از ترفندها و تله‌های مرگبار، و همچنین مجموعه‌ای از ابزارها و سموم مخفیانه استفاده می‌کرد. اگرچه به نظر می‌رسید لیگ مجموعه ای از جنگجویان برجسته و همچنین تعداد زیادی از جنگجویانی که در هنرهای رزمی آموزش دیده بودند داشته باشد، اما لیگ در دوران رهبری دارک، روش شخصی او را منعکس می‌کرد. پس از «درگیری» با راس (جزئیات دقیق آن هرگز روشن نشد)، دارک دختر راس، تالیا الغول را ربود. بتمن در تلاش برای به اجرا درآوردن عدالت بخاطر قتل‌های اخیر لیگ در این موضوع دخالت کرد. اگرچه او لیگ را به چندین قتل در طول سال‌ها مرتبط کرده بود، تمام تلاش‌های قبلی برای تحقیق به جایی نرسیده بودند. بتمن تالیا را نجات داد (اولین باری که دو نفر با هم ملاقات کردند و همچنین پایهٔ تعاملات آینده)، و دارک در تلاش برای کشتن بتمن و تالیا کشته شد.

### تحت رهبری سنسی
تحت رهبری دومین رهبر شناخته شده لیگ، سنسی، لیگ خشونت بیشتری به کار می‌برد و بالاخره علیه رهبری راس شورش کرد. اگرچه روش‌های سنسی کمی شباهت داشتند به روش‌های دارک و بیشترین اعضای لیگ تقریباً هیچ مهارت واقعی در مبارزه رزمی نداشتند، اما سنسی کمی بیشتر از دارک به مبارزان هنرهای رزمی تکیه می‌کرد.
این نسخه از لیگ به خاطر دو ترور مشهور است. در اولین ترور، عضوی به نام هوک مأمور شد که بوستون برند (که پس از مرگش تبدیل به ددمن شد) را به قتل برساند. علاوه بر این، پروفسور اوجو موفق به شستشوی مغز بن ترنر (بهترین دوست و همکار ریچارد دراگون) شد و شخصیت دیگری به نام برنز تایگر را ایجاد کرد و او را از آدمکش معمولی به عضوی از لیگ قاتلان تبدیل کرد. به عنوان برنز تایگر، ترنر در مبارزه شخصی با بتمن پیروز شد در حالی که یک عضو دیگر از لیگ قاتلین بت‌وومن (کتی کین) را به قتل رساند. در نهایت، آموزش‌های اولیه ترنر توسط او-سنسی (با سنسی که رهبر لیگ قاتلان است تفاوت دارد) برای لیگ بسیار قوی بود و وقتی او از کشتن بتمن امتناع کرد، مجبور به فرار از لیگ شد.
خیلی وقت پس از آن، سنسی که دیگر هیچ هدفی جز تمایل به تبدیل قتل به هنر نداشت سعی کرد زلزله مصنوعی ایجاد کند تا تعدادی از دیپلمات‌ها که برای مذاکرات صلح جمع شده بودند را به قتل برساند. بتمن بن ترنر را به بیمارستان پیگیری کرد و تلاش لیگ برای ترتیب قتل او را نقض کرد. بن ترنر نتوانست به‌طور کامل به خاطر بیاورد که شخصیت اصلی خود یعنی برنز تایگر را چه کرده‌است (اگرچه سال‌ها بعد، به عنوان عضوی از جوخه انتحار، او فاش کرد که لیگ از او برای کشتن تعدادی از افراد استفاده کرده بود)، اما او توانست به بتمن در کشف معمای جدید سنسی کمک کند. اگرچه بتمن نتوانست زلزله را جلوگیری کند، در نهایت تنها سنسی خود که در این فاجعه جان باخت، و کنترل لیگ به راس بازگشت.

### نقش در ایجاد لیدی شیوا
اخیراً فاش شد که قبل از خیانت‌های دکتر دارک و سنسی، راس از قول‌های ناپایدار جنگجوهای خود خسته شده بود. راس دیوید کین را مأمور این کرد که یک محافظ کامل که «کسی که همه است» را از نو بسازد. پس از تلاش‌های اولیه برای بزرگ کردن چنین فردی، که منجر به بیماری روانی بی‌امید کننده کودکان شده بود، کین تصمیم گرفت که به یک کودک با ژنتیک مناسب نیاز دارد و شروع به جستجوی مادری مناسب کرد. به این منظور، او کارولین ووسان یا وو-سان، یکی از دو خواهر هنرمند فوق‌العاده بازیگری رزمی را که در یک نمایش به نبرد می‌پرداختند، ترور کرد. خواهر کارولین، ساندرا، سوگند خورد که انتقام خواهی گرفت و کین را پیدا خواهی کرد، اما توسط قدرت ترکیبی از لیگ سرکوب شد. ساندرا، ترسیده از سطوح مهارتی که اکنون کسب کرده بود، زیرا دیگر برای رضایت خواهرش مبارزه نمی‌کرد، به مادری کودک کین موافقت کرد. به عوض، لیگ جان ساندرا را نجات داد و به او در آموزش بیشتر کمک کرد. در زمانی که ساندرا زایمان کرد، او تمام لیگ را در مهارت‌ها پیش گرفته بود. او بلافاصله پس از زایمان دخترش، کاساندرا کین، خانه را ترک کرد و خود را به نام لیدی شیوا نامگذاری کرد.
در داستان‌های دیگر، این نظریه وجود دارد که ممکن است شیوا در بعضی ماموریت‌ها بعداً به عنوان عضوی از لیگ کار کرده باشد، و گواهی شهادت از سابقه عضویت در لیگ توسط عضو سابق لیگ، یعنی اونیکس، نشان می‌دهد که او با لیگ در تماس بوده، اگرچه به نظر می‌رسد که دخترش را هنوز ندیده‌است. با اینکه او بیشتر در طول سالها نشان می‌دهد که به صورت مستقل کار می‌کند، اما به نظر می‌رسد که درجه‌ای عضویت در لیگ داشته‌است و توسط راس خواسته شده‌است تا در طول داستان هاش تالیا را «نجات» دهد.
در طول نقشه‌های کین و راس، لیگ سعی کرد که کاساندرا کین را از کودکی تمرین دهد تا آدمکش خوبی شود، او به جای آدمکش بودن تبدیل به بت‌گرل شد و توانایی‌های خود را برای قهرمان بودن استفاده کرد.

### زیر نظر نیسا الغول
بعد از مرگ رأس‌الغول، دختر ارشد او به نام نیسا رعتکو یک لیگ جدید را تشکیل داد. لیدی شیوا به عنوان سنسی دوباره به لیگ پیوست با این فکر که بت‌گرل (کاساندرا کین) جنگجوهای لیگ را رهبری می‌کند.
بخاطر تأکید شیوا بر هنرهای رزمی، اعضای شناخته شده از لیگ نیسا همگی در این حوزه ماهر بودند و شامل جنگجوهای شریک، کیتی کومباتا، وام-وام، جوی نبوبو، تیگریس، موموتادو، کرونک، وایت ویلو، جنگجوهای دوقلو لوس گملوس، اکس، مد داگ، آلفا و کریستوس بودند. لیگ قاتلان جدید موقعی که همسر مستر فریز، نورا فرایز، با چاه لازاروس به زندگی بازگشت و تبدیل به هیولا شد حاضر بود، که در این اتفاق چندین عضو در آشوب ناشی از این اتفاق جان خود را از دست دادند.
به دلیل تضاد بین وفاداری آنها بین شیوا و نیسا و تقریباً عبادت آنها از بتگرل به عنوان «کسی که همه چیز است»، لیگ قاتلان تقسیم شد. اکس، وایت ویلو و تیگریس خود را به کاساندرا متعهد کردند. چندین عضو دیگر از لیگ (شامل تمامی اعضا به جز تیگریس) در هنگامی که «مد داگ» در یک سری قتل‌عام شروع به کشتار کرد کشته شدند. بعداً معلوم شد که مد داگ یکی از تلاش‌های اولیه دیوید کین برای ایجاد جنگجوی کاملی است که راس می‌خواست. مد داگ به عنوان یک کودک بیهوده در نظر گرفته می‌شد، زیرا روش‌های کین او را به‌طور عجیبی دیوانه کرده بود و راز دستور داده بود که کودک را بکشند. با این حال، نیسا می‌دانست که خادمی که برای انجام این اعدام دستور داده شده بود، به جای آن او را در طبیعت آزاد کرده بود و توضیح داد که چگونه ممکن بود او را استخدام کند. مد داگ موفق شد بتگرل را بکشد (که جان خود را برای حفاظت از تیگریس، قاتل مخفی برقع، اهدا کرد). او به سرعت توسط شیوا در یک چاه لازاروس به زندگی بازگشت تا دو نفر بتوانند در یک مبارزه نهایی به یکدیگر برسند. بتگرل پیروز شد و شیوا را روی یک قلاب گوشتی که بر روی چاه لازاروس آویزان شده بود، گذاشت.

### بحران بینهایت
اگرچه بیشتر اعضای آن فوت کرده یا به دشمنی لیگ پیوسته بودند، اما لیگ در «بحران بینهایت» زنده ماند و به عنوان یک نقش مهم در فرار از زندان جهانی انجمن سری ابرشروران دیده شد. در طول دوران پس از بحران، لیگ تحت کنترل نیسا باقی ماند، تا اینکه به نظر می‌رسد در یک انفجار خودرو کشته شد. کاساندرا کین به نظر می‌رسد به عنوان رهبر جدید لیگ پذیرفته شده بود، اگرچه در یک نقطه قبل از داستان «تایتانز شرق» از لیگ دست کشید، جایی که فاش می‌شود که او توسط دث‌استروک مسموم شده بود.
علاوه بر این، به نظر می‌رسد کاساندرا در جنگ برای کنترل کامل لیگ قاتلان با دختر کوچکتر راس الغول، تالیا، و همچنین سنسی، درگیر بود. تالیا که به‌طور طبیعی پس از مرگ نیسا، به عنوان وارث امپراتوری پدرش، کنترل آن را به دست خواهد آورد، اخیراً در داستان بتمن و پسر، به عنوان رهبر اعضای نینجای اتحادیه قاتلان، در مقابل بتمن قرار گرفت. در همین زمان، چند عضو فکر می‌کردند هیچ‌یک از تالیا و کاساندرا برای این نقش مناسب نیستند و پس از ناموفق بودن در استخدام دخترخوانده بلک کناری یعنی سین برای لیگ، رهبری را به سنسی دادند که در داستان "بازگشت راس الغول" اخیراً دوباره ظاهر شده‌است.
یک سال بعد، تالیا الغول کیرک لنگستروم را مجبور به ارائه فرمول من‌بت کرد که از آن استفاده کرد تا برخی از اعضای اتحادیه قاتلان را به من‌بت تبدیل کند. در حال حاضر، اتحادیه قاتلان و فرماندهان من‌بت آن به عنوان ارتش شخصی و نگهبان‌های تالیا به کار می‌روند و دستورات او را اجرا می‌کنند و از دشمنانش انتقام می‌گیرند.
در سری «گرین ارو/بلک کنیری» #۱۱، یک فرقه ابرانسان لیگ قاتلان معرفی شد. آن‌ها در ربودن کانر هاوک، که دچار زخم شده بود، دخالت داشتند. اعضای این گروه شامل بیر، تولیور، راک، اسپایک، مازون و رهبر آن‌ها، تارگا بودند. با این حال، با وجود اینکه فکر می‌کردند توسط راس الغول فرماندهی می‌شوند، به نظر می‌رسید توسط یک شدوی جعلی فریب داده شده‌اند.

## اعضا
- رأس‌الغول – راس یکی از تنها کسانی است که هویت مخفلیگرا می‌داند. او رهبر و سازسدهٔ لیگ قاتلان است و از چاه لازاروس برای زندگی بیشتر استفاده می‌کند.
- بتمن – هویت مخفی بتمن بروس وین است، بیلیونر آمریکایی که صاحب شرکت‌های وین است. او بع"بتبمن و پسر تماشای مرگ پدر و مادرش او قصم خورد که انتقام پدر و مادرش را از جنایتکاران بگیرد. بتمن شب و روز هم به صورت فیزیکی و هم ذهنی تمرین می‌کند و از لباسی خفاشی برای نبرد با جنایت استفاده می‌کند.
- تالیا الغول – او دختر رأس‌الغول و خواهر ناتنی نیسا رعتکو است. پدر او همیشه می‌خواست که تالیا با بتمن ازدواج کند، با این امید که بتمن جانشین او می‌شود. تالیا هم همیشه خوش‌بینی، امید و شرافت بتمن را تحسین می‌کرد، ولی همیشه بین آنها بخاطر پدر جنایتکار تالیا مشکلاتی پیش می‌آمد. برخلاف زن گربه‌ای، تالیا بیشتر آمادگی دارد که به مأموریت بروس فرمانروایی کند. تالیا مادر پسر بروس یعنی دیمین است.
- نیسا رعتکو – او دختر رأس‌الغول است، و در سن پترزبورگ در سال ۱۷۷۵ به دنیا آمده‌است، که همچنین از هولوکاست جان سالم به در برده‌است. او به هر حال رابطهٔ خود با پدرش و جنگ او را قطع کرد، که باعث اختلاف بین آنها شد. او دارای یک چالهٔ لازاروس بود که می‌شد از آن تا ابد استفاده کرد. او کسی بود که تالیا را شستشوی مغزی داد که نه تنها بتمن، بلکه از راس هم نفرت کند، که در آخر او را با یک شمشیر کشت. این درحالیست که نیسا در یک انفجار ماشین در شمال آفریقا کشته شده، که احتمال می‌رود که کار لیگ قاتلان باشد.
- دیمین وین – او پسر تالیا الغول و نوهٔ رأس‌الغول است. او به صورت ژنتیکی به بهترین شکل ممکن توسط لیگ قاتلان بزرگ شد و شخصیت او به صورتی بود که جنگجوی کاملی است. البته که او بعدا لیگ را ترک کرد و به بتمن در نبرد با جنایت پیوست، و لباس رابین را تن کرد.
- ابنزیر دارک
- سنسی
- دکتر مون
- لیدی شیوا
- دیوید کین
- کاساندرا کین
- دث‌استروک
- هفت مرد مرگ – هفت تا از خطرناکترین قاتلان لیگ قاتلان و گروه کشتار اصلی راس. آنها فقط به اهریمن و سنسی جواب می‌دهند. هفت عضو آنها به این شکل است:
  - دیتونیتور – او در وسایل انفجاری مهارت دارد.
  - هوک – او بستون برند را در یک سیرک به قتل رساند.
  - مادو وو – او دست‌های مکانیکی چنگال شکل دارد.
  - مرلین – کمانداری که قبلاً یک بار عضوی از هفت مرد مرگ بوده‌است.
  - ریزربرن – او در نبرد تک به تک و پرتابی مهارت دارد، و دو چاقو برای نبرد همراه دارد.
  - شل‌کیس – او در تیراندازی و نبرد تک به تک مهارت دارد
  - ویپ – او یک آدمکش زن است که با شلاق مهارت دارد.
  - آدم‌کشی که با شوریکن کار می‌کند که هنوز اسم ندارد

برخی دیگر از اعضای لیگ قاتلان:
- آلفا
- الیور کوئین
- آنیا ولکووا
- بین
- خرس
- برنز تایگر
- چشایر